# Ernesto Formenti
Ernesto Formenti (Cassina Savina, 2 agosto 1927 – Seregno, 5 ottobre 1989) è stato un pugile italiano.
Fu medaglia d'oro alle Olimpiadi di Londra del 1948, campione italiano nella categoria dei pesi piuma, rivale e avversario del grande Duilio Loi

## Biografia
Ernesto Formenti nasce a Cassina Savina in Cesano Maderno (MB) il 2 agosto 1927 dalla madre Maria e dal padre Domenico. A 17 anni, su consiglio del proprio medico per irrobustire il gracile fisico afflitto da un'accentuata scoliosi, si iscrive all'Accademia Pugilistica Seregnese, sotto la guida dell'allenatore Gigi De Laurentis e del presidente Pio Formentini. 

### Carriera dilettantistica
Pochi mesi dopo il suo ingresso in palestra, debutta a Milano in un torneo pugilistico ufficiale, il Torneo Novizi. Vince tre incontri prima del limite e uno ai punti, laureandosi campione lombardo novizi nei pesi mosca (categoria 51 kg). Nel 1946 disputa il suo primo incontro all'estero, sconfiggendo prima del limite il campione svizzero Frey. L'anno dopo conquista il titolo di campione lombardo dilettanti e nel 1948 a Milano si laurea campione italiano dilettanti nei pesi piuma (categoria 58 kg). 
Nella selezione per rappresentare l'Italia alle Olimpiadi di Londra del 1948, il suo destino s'incrocia con quello del triestino Duilio Loi. Questi era il pugile su cui contava principalmente l'Italia per l'oro nei piuma. Il selezionatore Steve Klaus, però, gli proibì di fumare la sua abituale sigaretta dopo i pasti. Loi fece armi e bagagli e se ne andò dal ritiro. Fu così che a Londra andò Formenti. 
Sconfisse al primo turno Farkas (Ungheria) e, nonostante la frattura alla mano sinistra occorsagli durante il match, uno dopo l'altro Martin (Canada), Savoie (Irlanda), Antkiewicz (Polonia) e, il 13 agosto 1948, in finale, Shepherd (Sudafrica), conquistando il titolo di campione olimpico dei pesi piuma.
Nel 1949 a Firenze Formenti difende il titolo di campione italiano dilettanti. Nello stesso anno è convocato nella squadra europea per combattere con quella dei dilettanti degli Stati Uniti a Chicago. Batte il pari peso Jesse Burnett, detentore del Guanto d'Oro di New York/Chicago.

### Carriera da professionista
Formenti esordisce vittoriosamente tra i professionisti il 23 luglio 1949, mettendo KO Giuliano Salardi. Il 20 giugno 1950 al Vigorelli di Milano, si laurea campione italiano dei pesi piuma battendo Alvaro Cerasani. Quest'ultimo si vendica mettendolo KO al primo round il 6 settembre successivo ma in un match non valido per il titolo. 
Formenti difende comunque vittoriosamente il titolo battendo Nicola Funari e Altidoro Polidori. Nel 1952, ancora al Vigorelli, combatte contro il campione europeo Ray Famechon, in un match non valido per il titolo. L'incontro finisce in parità.
Passa poi nei pesi leggeri (categoria 62 kg) e, nel 1953, sfida Duilio Loi per il titolo italiano. È sconfitto per knock-out tecnico alla nona ripresa. Loi lo batte nuovamente nel corso dell'anno per kot al decimo round. Il 10 aprile 1954 batte ai punti, in casa del suo avversario, l'ottimo e ancora imbattuto Giancarlo Garbelli.
Conclude la carriera di pugile il 16 giugno 1954, a soli 26 anni.

### Dopo il ritiro
Per dieci anni è istruttore di pugilato all'Accademia Pugilistica Seregnese, alla Ginnastica Comense e all'Accademia Pugilistica di Cesano Maderno. A Como guida Fulvio Tognetti alla conquista del titolo di campione del mondo militari. Viene nominato Cavaliere della Repubblica per meriti sportivi. Muore a Seregno il 5 ottobre 1989 all'età di 62 anni. Viene sepolto nel cimitero della natale Cassina Savina.
Un busto in bronzo di Ernesto Formenti, opera dello scultore Antonio Denova, è visibile presso il complesso scolastico di Cassina Savina. A lui è inoltre intitolata l'accademia pugilistica della città di Cesano Maderno.